# نخل سیاه
نخل سیاه (نام علمی: Normanbya normanbyi) نام یک گونه از تیره نخل است.